# Kypello Ellados 2016-2017
La Coppa di Grecia 2016-2017 è stata la 75ª edizione del torneo. La competizione è iniziata il 14 settembre 2016 ed è terminata il 6 maggio 2017 con la vittoria del PAOK sull' AEK Atene.

## Turno preliminare
| Squadra 1     | Totale | Squadra 2   | Andata | Ritorno |
| ------------- | ------ | ----------- | ------ | ------- |
| OFI Creta     | 2 - 0  | Acharnaïkos | 0 - 0  | 2 - 0   |
| Panaigialeios | 1 - 5  | Sparta      | 0 - 4  | 1 - 1   |

## Fase a gironi
| Gruppo | 1ª fascia        | 2ª fascia    | 3ª fascia           | 4ª fascia       |
| ------ | ---------------- | ------------ | ------------------- | --------------- |
| A      | PAOK             | Larissa      | Trikala             | Panelefsiniakos |
| B      | Olympiacos       | Platanias    | AO Chania           | Sparta          |
| C      | Panathīnaïkos    | Īraklīs      | OFI Creta           | Apollōn Smyrnīs |
| D      | PAS Giannina     | Skoda Xanthi | Agrotikos Asteras   | Kallonī         |
| E      | Asteras Tripolīs | GAS Veria    | Arīs Salonicco      | Aiginiakos      |
| F      | AEK Atene        | Kerkyra      | Anagennīsī Karditsa | Lamia           |
| G      | Atromītos        | Panaitōlikos | Kallithea           | Panthrakikos    |
| H      | Paniōnios        | Levadeiakos  | Kissamikos          | Panserraïkos    |

### Girone A
| Squadra         | P.ti | G | V | N | P | GF | GS | DR  |
| --------------- | ---- | - | - | - | - | -- | -- | --- |
| PAOK            | 7    | 3 | 2 | 1 | 0 | 9  | 0  | +9  |
| Trikala         | 7    | 3 | 2 | 1 | 0 | 6  | 0  | +6  |
| Larissa         | 3    | 3 | 1 | 0 | 2 | 2  | 4  | -2  |
| Panelefsiniakos | 0    | 3 | 0 | 0 | 0 | 1  | 14 | -13 |

| 1ª giornata     |     |                 |
| PAOK            | 2-0 | Larissa         |
| Panelefsiniakos | 0-5 | Trikala         |
| 2ª giornata     |     |                 |
| Trikala         | 0-0 | PAOK            |
| Larissa         | 2-1 | Panelefsiniakos |
| 3ª giornata     |     |                 |
| Panelefsiniakos | 0-7 | PAOK            |
| Trikala         | 1-0 | Larissa         |

### Gruppo B
| Squadra    | P.ti | G | V | N | P | GF | GS | DR |
| ---------- | ---- | - | - | - | - | -- | -- | -- |
| Olympiacos | 9    | 3 | 3 | 0 | 0 | 8  | 0  | +8 |
| Platanias  | 6    | 3 | 2 | 0 | 1 | 3  | 4  | -1 |
| Sparta     | 3    | 3 | 1 | 0 | 2 | 4  | 2  | +2 |
| AO Chania  | 0    | 3 | 0 | 0 | 3 | 1  | 10 | -9 |

| 1ª giornata |     |            |
| Olympiacos  | 3-0 | Platanias  |
| Sparta      | 4-0 | AO Chania  |
| 2ª giornata |     |            |
| AO Chania   | 0-4 | Olympiacos |
| Platanias   | 1-0 | Sparta     |
| 3ª giornata |     |            |
| Sparta      | 0-1 | Olympiacos |
| AO Chania   | 1-2 | Platanias  |

### Gruppo C
| Squadra         | P.ti | G | V | N | P | GF | GS2 | DR |
| --------------- | ---- | - | - | - | - | -- | --- | -- |
| OFI Creta       | 6    | 3 | 2 | 0 | 1 | 4  | 3   | +1 |
| Panathīnaïkos   | 4    | 3 | 1 | 1 | 1 | 5  | 5   | 0  |
| Īraklīs         | 4    | 3 | 1 | 1 | 1 | 4  | 2   | +2 |
| Apollōn Smyrnīs | 3    | 3 | 1 | 0 | 2 | 4  | 7   | -3 |

| 1ª giornata     |     |                 |
| Panathīnaïkos   | 0-0 | Īraklīs         |
| Apollōn Smyrnīs | 1-0 | OFI Creta       |
| 2ª giornata     |     |                 |
| OFI Creta       | 2-1 | Panathīnaïkos   |
| Īraklīs         | 3-0 | Apollōn Smyrnīs |
| 3ª giornata     |     |                 |
| Apollōn Smyrnīs | 3-4 | Panathīnaïkos   |
| OFI Creta       | 2-1 | Īraklīs         |

### Gruppo D
| Squadra           | P.ti | G | V | N | P | GF | GS | DR |
| ----------------- | ---- | - | - | - | - | -- | -- | -- |
| PAS Giannina      | 9    | 3 | 3 | 0 | 0 | 5  | 1  | +4 |
| Skoda Xanthi      | 4    | 3 | 1 | 1 | 1 | 4  | 3  | +1 |
| Agrotikos Asteras | 4    | 3 | 1 | 1 | 1 | 3  | 3  | 0  |
| Kallonī           | 0    | 3 | 0 | 0 | 3 | 3  | 8  | -5 |

| 1ª giornata       |     |                   |
| PAS Giannina      | 1-0 | Skoda Xanthi      |
| Kallonī           | 1-2 | Agrotikos Asteras |
| 2ª giornata       |     |                   |
| Agrotikos Asteras | 0-1 | PAS Giannina      |
| Skoda Xanthi      | 3-1 | Kallonī           |
| 3ª giornata       |     |                   |
| Kallonī           | 1-3 | PAS Giannina      |
| Agrotikos Asteras | 1-1 | Skoda Xanthi      |

### Gruppo E
| Squadra          | P.ti | G | V | N | P | GF | GS | DR |
| ---------------- | ---- | - | - | - | - | -- | -- | -- |
| Asteras Tripolīs | 7    | 3 | 2 | 1 | 0 | 8  | 4  | +4 |
| Arīs Salonicco   | 5    | 3 | 1 | 2 | 0 | 6  | 3  | +3 |
| Aiginiakos       | 3    | 3 | 1 | 0 | 2 | 2  | 7  | -5 |
| GAS Veria        | 1    | 3 | 0 | 1 | 2 | 0  | 2  | -2 |

| 1ª giornata      |     |                  |
| Asteras Tripolīs | 1-0 | GAS Veria        |
| Aiginiakos       | 0-3 | Arīs Salonicco   |
| 2ª giornata      |     |                  |
| Arīs Salonicco   | 3-3 | Asteras Tripolīs |
| GAS Veria        | 0-1 | Aiginiakos       |
| 3ª giornata      |     |                  |
| Aiginiakos       | 1-4 | Asteras Tripolīs |
| Arīs Salonicco   | 0-0 | GAS Veria        |

### Gruppo F
| Squadra             | P.ti | G | V | N | P | GF | GS | DR |
| ------------------- | ---- | - | - | - | - | -- | -- | -- |
| AEK Atene           | 5    | 3 | 1 | 2 | 0 | 6  | 2  | +4 |
| Lamia               | 5    | 3 | 1 | 2 | 0 | 3  | 2  | +1 |
| Kerkyra             | 4    | 3 | 1 | 1 | 1 | 8  | 6  | +2 |
| Anagennīsī Karditsa | 1    | 3 | 0 | 1 | 2 | 2  | 9  | -7 |

| 1ª giornata         |     |                     |
| AEK Atene           | 4-0 | Kerkyra             |
| Lamia               | 2-1 | Anagennīsī Karditsa |
| 2ª giornata         |     |                     |
| Anagennīsī Karditsa | 2-2 | AEK Atene           |
| Kerkyra             | 2-2 | Lamia               |
| 3ª giornata         |     |                     |
| Lamia               | 0-0 | AEK Atene           |
| Anagennīsī Karditsa | 0-6 | Kerkyra             |

### Gruppo G
| Squadra      | P.ti | G | V | N | P | GF | GS | DR |
| ------------ | ---- | - | - | - | - | -- | -- | -- |
| Atromītos    | 6    | 3 | 2 | 0 | 1 | 4  | 1  | +3 |
| Panaitōlikos | 6    | 3 | 2 | 0 | 1 | 6  | 2  | +4 |
| Panthrakikos | 3    | 3 | 1 | 0 | 2 | 3  | 4  | -1 |
| Kallithea    | 3    | 3 | 1 | 0 | 2 | 2  | 8  | -6 |

| 1ª giornata  |     |              |
| Atromītos    | 1-0 | Panaitōlikos |
| Panthrakikos | 3-0 | Kallithea    |
| 2ª giornata  |     |              |
| Kallithea    | 1-0 | Atromītos    |
| Panaitōlikos | 1-0 | Panthrakikos |
| 3ª giornata  |     |              |
| Panthrakikos | 0-3 | Atromītos    |
| Kallithea    | 1-5 | Panaitōlikos |

### Gruppo H
| Squadra      | P.ti | G | V | N | P | GF | GS | DR |
| ------------ | ---- | - | - | - | - | -- | -- | -- |
| Kissamikos   | 7    | 3 | 2 | 1 | 0 | 6  | 1  | +5 |
| Levadeiakos  | 5    | 3 | 1 | 2 | 0 | 4  | 2  | +2 |
| Paniōnios    | 4    | 3 | 1 | 1 | 1 | 3  | 3  | 0  |
| Panserraïkos | 0    | 3 | 0 | 0 | 3 | 1  | 8  | -7 |

| 1ª giornata  |     |              |
| Paniōnios    | 0-0 | Levadeiakos  |
| Panserraïkos | 0-2 | Kissamikos   |
| 2ª giornata  |     |              |
| Levadeiakos  | 3-1 | Panserraïkos |
| Kissamikos   | 3-0 | Paniōnios    |
| 3ª giornata  |     |              |
| Kissamikos   | 1-1 | Levadeiakos  |
| Panserraïkos | 0-3 | Paniōnios    |

## Ottavi di finale

### Squadre
| Gruppo | Testa di serie   | Non testa di serie |
| ------ | ---------------- | ------------------ |
| A      | PAOK             | Trikala            |
| B      | Olympiacos       | Platanias          |
| C      | OFI Creta        | Panathīnaïkos      |
| D      | PAS Giannina     | Skoda Xanthi       |
| E      | Asteras Tripolīs | Arīs Salonicco     |
| F      | AEK Atene        | Lamia              |
| G      | Atromītos        | Panaitōlikos       |
| H      | Kissamikos       | Levadeiakos        |

### Risultati
| Squadra 1      | Totale      | Squadra 2        | Andata | Ritorno |
| -------------- | ----------- | ---------------- | ------ | ------- |
| Skoda Xanthi   | 2 - 2 (gfc) | OFI Creta        | 1 - 0  | 1 - 2   |
| Platanias      | 3 - 1 (dts) | PAS Giannina     | 1 - 0  | 2 - 1   |
| Levadeiakos    | 0 - 7       | AEK Atene        | 0 - 1  | 0 - 6   |
| Arīs Salonicco | 1 - 3       | Olympiacos       | 1 - 1  | 0 - 2   |
| Panaitōlikos   | 1 - 6       | PAOK             | 0 - 2  | 1 - 4   |
| Trikala        | 0 - 3       | Asteras Tripolīs | 0 - 2  | 0 - 1   |
| Lamia          | 2 - 4       | Atromītos        | 2 - 2  | 0 - 2   |
| Panathīnaïkos  | 7 - 0       | Kissamikos       | 3 - 0  | 4 - 0   |

## Quarti di finale
| Squadra 1     | Totale      | Squadra 2        | Andata | Ritorno |
| ------------- | ----------- | ---------------- | ------ | ------- |
| Platanias     | 0 - 3       | AEK Atene        | 0 - 0  | 0 - 3   |
| Skoda Xanthi  | 2 - 2 (gfc) | PAOK             | 1 - 2  | 1 - 0   |
| Olympiacos    | 2 - 1       | Atromītos        | 0 - 0  | 2 - 1   |
| Panathīnaïkos | 5 - 0       | Asteras Tripolīs | 4 - 0  | 1 - 0   |

## Semifinali
| Squadra 1     | Totale      | Squadra 2 | Andata | Ritorno |
| ------------- | ----------- | --------- | ------ | ------- |
| Panathīnaïkos | 2 - 4       | PAOK      | 2 - 0  | 0 - 4   |
| Olympiacos    | 2 - 2 (gfc) | AEK Atene | 1 - 2  | 1 - 0   |

## Finale
| Arbitro: | Giorgos Kominis (Tesprozia) |

|                           |           |                        |
| Biseswar 24’ Henrique 81’ | Marcatori | 26’ Christodoulopoulos |